# Veronica ciliolata
Espèce
Veronica ciliolata est une espèce de plantes à fleurs dicotylédones de la famille des Plantaginaceae, endémique de Tasmanie.
Ce sont des plantes herbacées poussant en coussins denses et compacts, de 30 à 40 cm de diamètre et 2 à 4 cm de haut. cette espèce se rencontre uniquement sur une aire réduite du plateau de Ben Lomond, montagne située dans le nord-est de la Tasmanie.

## Taxinomie

### Synonymes
Selon The Plant List (27 avril 2019)  :
- Chionohebe ciliolata (Hook.f.) B.G.Briggs & Ehrend.
- Pygmea ciliolata Hook.f.

### Liste des sous-espèces et variétés
Selon Catalogue of Life (27 avril 2019) :
- sous-espèces :
  - Veronica ciliolata subsp. ciliolata
  - Veronica ciliolata subsp. fiordensis
- variété :
  - Veronica ciliolata var. pumila